# Arevabuyr
Arevabuyr (en arménien Արևաբույր ; jusqu'en 1978 Kharatlu) est une communauté rurale du marz d'Ararat en Arménie. En 2008, elle compte 1 088 habitants.